# Canton de Sedan-Ouest
Le canton de Sedan-Ouest est une ancienne division administrative française située dans le département des Ardennes et la région Champagne-Ardenne.

## Histoire
Le canton de Sedan-Est est formé en 1973 par réorganisation des cantons de Sedan-Sud et Sedan-Nord.

## Administration
Avant 1973: voir canton de Sedan-Sud
| Période | Période | Identité                  | Étiquette    | Qualité                                                                  |
| ------- | ------- | ------------------------- | ------------ | ------------------------------------------------------------------------ |
| 1973    | 1976    | Claude Soulet (1938-2008) | PCF          | Professeir d'Anglais, adjoint au maire de Sedan (1977-1989 et 1995-2001) |
| 1976    | 2001    | Jean Stévenin             | PS puis PRG  | Animateur Maire de Vrigne-aux-Bois                                       |
| 2001    | 2015    | Evelyne Welter            | UDF puis UDI | Vice-présidente du Conseil général                                       |

## Composition
Le canton de Sedan-Ouest se composait d’une fraction de la commune de Sedan et de onze autres communes. Il comptait 15 557 habitants (population municipale) au 1er janvier 2012.
| Nom                    | Code Insee | Intercommunalité              | Population (dernière pop. légale)              |
| ---------------------- | ---------- | ----------------------------- | ---------------------------------------------- |
| Sedan (chef-lieu)      | 08409      | CA Ardenne Métropole          | Fraction : 5 871(2012) Commune : 17 829 (2014) |
| Bosseval-et-Briancourt | 08072      | CA Charleville-Mézières/Sedan | 411 (2014)                                     |
| Chéhéry                | 08114      | CA Charleville-Mézières/Sedan | 128 (2013)                                     |
| Cheveuges              | 08119      | CA Ardenne Métropole          | 425 (2014)                                     |
| Donchery               | 08142      | CA Ardenne Métropole          | 2 214 (2014)                                   |
| Noyers-Pont-Maugis     | 08331      | CA Ardenne Métropole          | 708 (2014)                                     |
| Saint-Aignan           | 08377      | CA Ardenne Métropole          | 144 (2014)                                     |
| Saint-Menges           | 08391      | CA Ardenne Métropole          | 999 (2014)                                     |
| Thelonne               | 08445      | CA Ardenne Métropole          | 383 (2014)                                     |
| Villers-sur-Bar        | 08481      | CA Ardenne Métropole          | 236 (2014)                                     |
| Vrigne-aux-Bois        | 08491      | CA Charleville-Mézières/Sedan | 3 305 (2014)                                   |
| Wadelincourt           | 08494      | CA Ardenne Métropole          | 507 (2014)                                     |

## Démographie
| 1975 | 1982 | 1990   | 1999   | 2006   | 2011   | 2012   |
| ---- | ---- | ------ | ------ | ------ | ------ | ------ |
| -    | -    | 16 535 | 16 076 | 16 034 | 15 405 | 15 557 |

### Articles
- Ardennes
- Arrondissements des Ardennes
- Cantons des Ardennes
- Liste des communes des Ardennes
- Liste des conseillers généraux des Ardennes